# GBBFun
GBBFun de son vrai nom Gilmus Baudelaire Bertrand, né le 27 avril 2000, originaire de Belle-Anse et a grandi dans une famille chrétienne deux enfants dont il est l'ainé. Il est un jeune humoriste, comédien, influenceur haïtien, videomaker, photographe et, actuellement, il étudie le réseau informatique. Il a été nommé par Palmarès Ticket de l’année 2023 dans la catégorie Personnalité humoristique.

## Biographie
Baudelaire Gilmus Bertrand a vu le jour à Belle-Anse dans le Département du Sud-Est. Il a grandi avec sa petite sœur et ses parents. Un jeune créateur de contenu haïtien qui, grâce aux réseaux sociaux notamment Instagram et TikTok met en lumière les croyances, mœurs et comportements des Haïtiens, ainsi que d'autres peuples, en particulier les Américains et les Français.

### Parcours académiques
Il a fait ses études primaires à l’école Transfiguration N.D. de Lorette, a commencé le secondaire au lycée de Belle-Anse, puis a terminé ses études classiques au lycée de Pétion-Ville en 2015, après avoir déménagé à Port-au-Prince.
Il a étudié les sciences informatiques, la vidéographie de 2018 à 2019 et la photographie de 2022-2023.

### Influenceur humoristique
Fin 2019, Baudelaire Gilmus Bertrand commence à partager des blagues en français sur sa page. En tant qu'influenceur, Gbbfun produit des vidéos humoristiques en créole, mettant en scène des histoires inspirées du quotidien de son public, que son ami et manager Nesmy Blanc l'accompagne. Pendant la pandémie, il a maintenu un rythme régulier, avec la publication d'au moins deux vidéos par semaine, tout en restant attentif aux réactions de sa communauté. Actuellement, il totalise plus de 100 000 abonnés sur Instagram et dépasse les 6 millions de likes et 442.7k abonnés sur TikTok, avec des vidéos atteignant des millions de vues.      

### Prix et distinctions
- Personnalité humoristique nommée dans le Palmarès Ticket de l’année 2023

### Principales publications
- Travis Scott
- Lè pitit boujwa ansent pitit malere mezanmi
- Ou konn al vizite kay yon moun konsa?'